# Ángela Salvadores
Ángela Salvadores Álvarez (Oviedo, Asturias, 10 de marzo de 1997) es una jugadora de baloncesto española. Con 1.78 metros de estatura, juega en la posición de escolta.

## Trayectoria
Con raíces astorganas, nacida en Oviedo y criada en León, destacó en categorías inferiores de la selección con importantes actuaciones. En la final sub-17 del mundial del año 2014 sorprendió al anotar 40 puntos. En 2015 juega en la NCAA en Duke. En el año 2019 fue elegida en el draft de la WNBA por Los Angeles Sparks.

## Palmarés

### Equipos
- Copa de España (2017)
- Liga de España (2017)
- Liga de Hungría (2018)
- Supercopa de España (2021)
- Supercopa de Europa (2021)
- Liga de España (2023)
- Supercopa de Francia (2023)

### Individual
- MVP Europeo Sub-16 (2013)
- MVP Mundial Sub-17 (2014)
- MVP Europeo Sub-18 (2015)
- MVP Supercopa de Francia (2023)

### Selección española (cat. inferiores)
- Oro Europeo Sub-16 2012 (Hungría)
- Oro Europeo Sub-16 2013 (Bulgaria)
- Bronce Europeo Sub-18 2014 (Portugal)
- Oro Europeo Sub-18 2015 (Eslovenia)
- Plata Mundial Sub-17 2014 (República Checa)
- Oro Europeo Sub-20 2017 (Portugal)